# 淡水街長多田栄吉故居
座標: 北緯25度10分24秒 東経121度26分14秒 / 北緯25.173259度 東経121.437354度

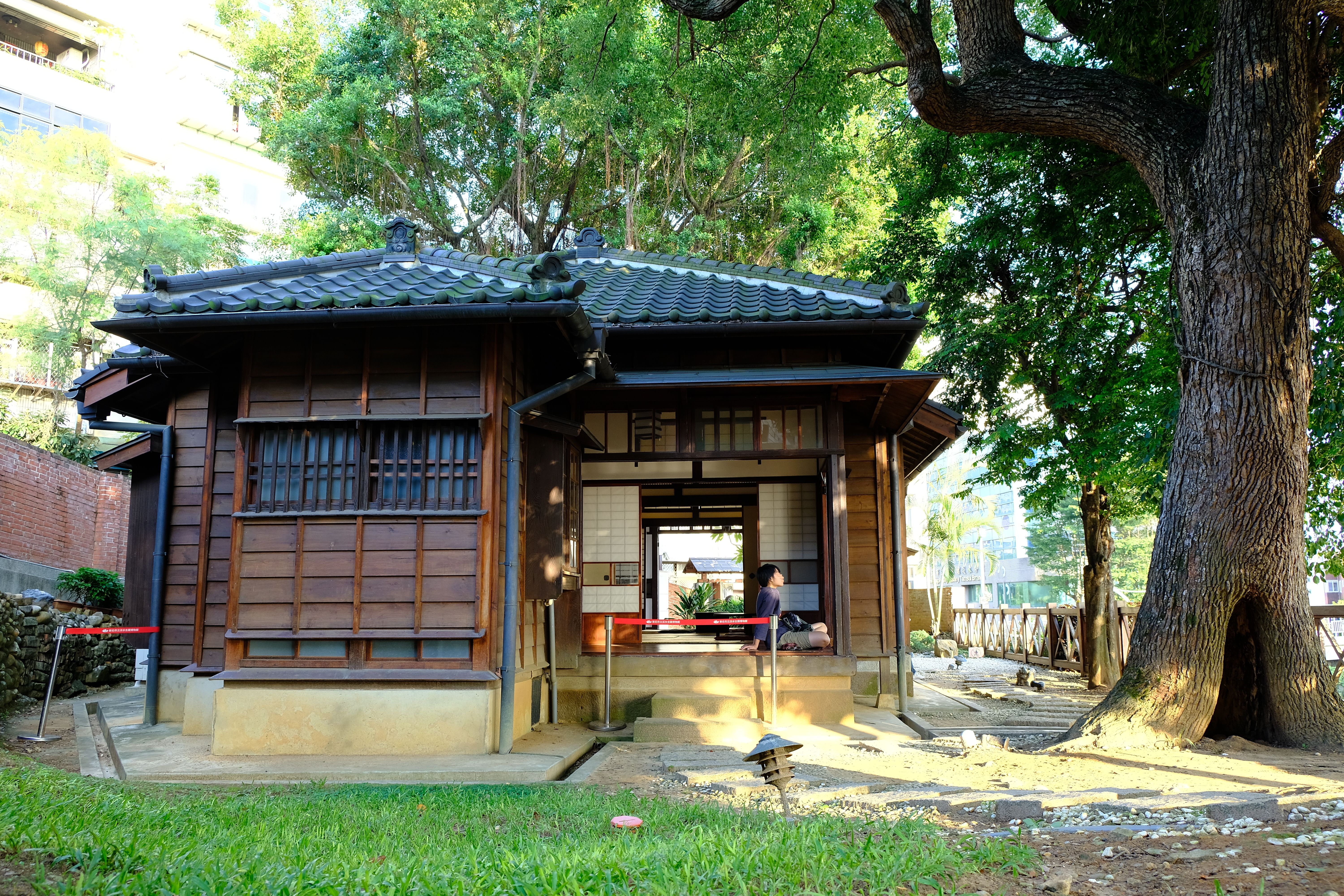
淡水街長多田栄吉故居（2019年撮影）

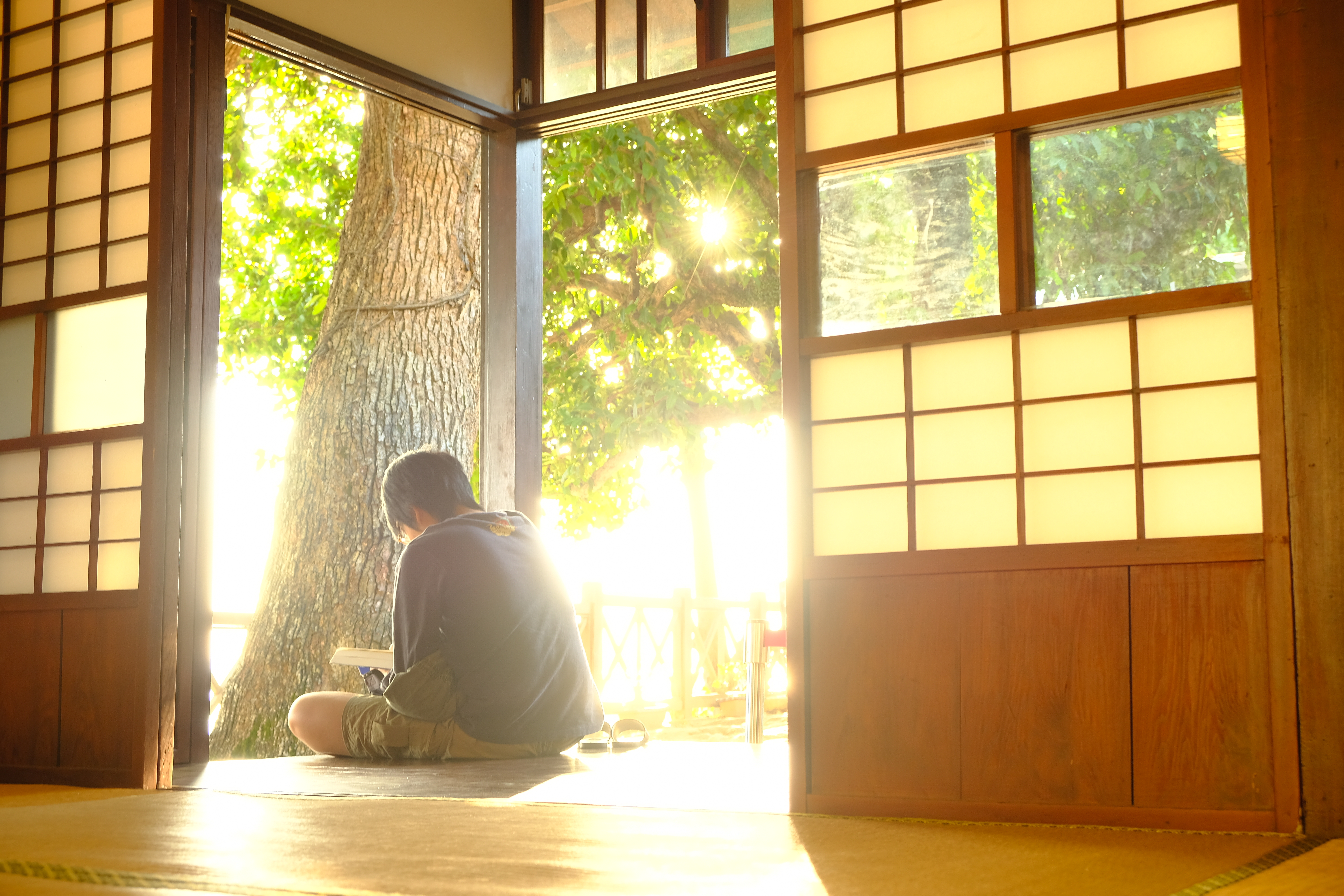
室内の見学

淡水街長多田栄吉故居（たんすいがいちょうただえいきちこきょ）は、台湾・新北市淡水区にある日本統治時代の日本式住居。1930～1933年に淡水街の第4代街長（現在の区長に相当）を務めた多田栄吉が建設したもので、1934年に完成。
敷地面積は約100坪に上る。建材にはベニヒが使用された。また、台湾全土で最も早く水道を引いた住宅の一つとされており、地域の発展を示す存在としての保存価値も有する。そのため、2005年に市の指定古蹟に登録された。
建物の内部には和室が再現されているほか、修復工事中に残された鬼瓦や昭和時代の通貨、拳銃の弾殻、ふすま紙などの文物などが展示されている。
見学時間は平日は午前9時30分から午後5時まで。週末は午後6時まで延長される。室内の見学は予約制で、希望日の2週間前までに申込が必要。予約は淡水古跡博物館の公式サイトなどで受け付けている。

## 所在地
- 新北市淡水区馬偕街19号